# Alan Scarfe

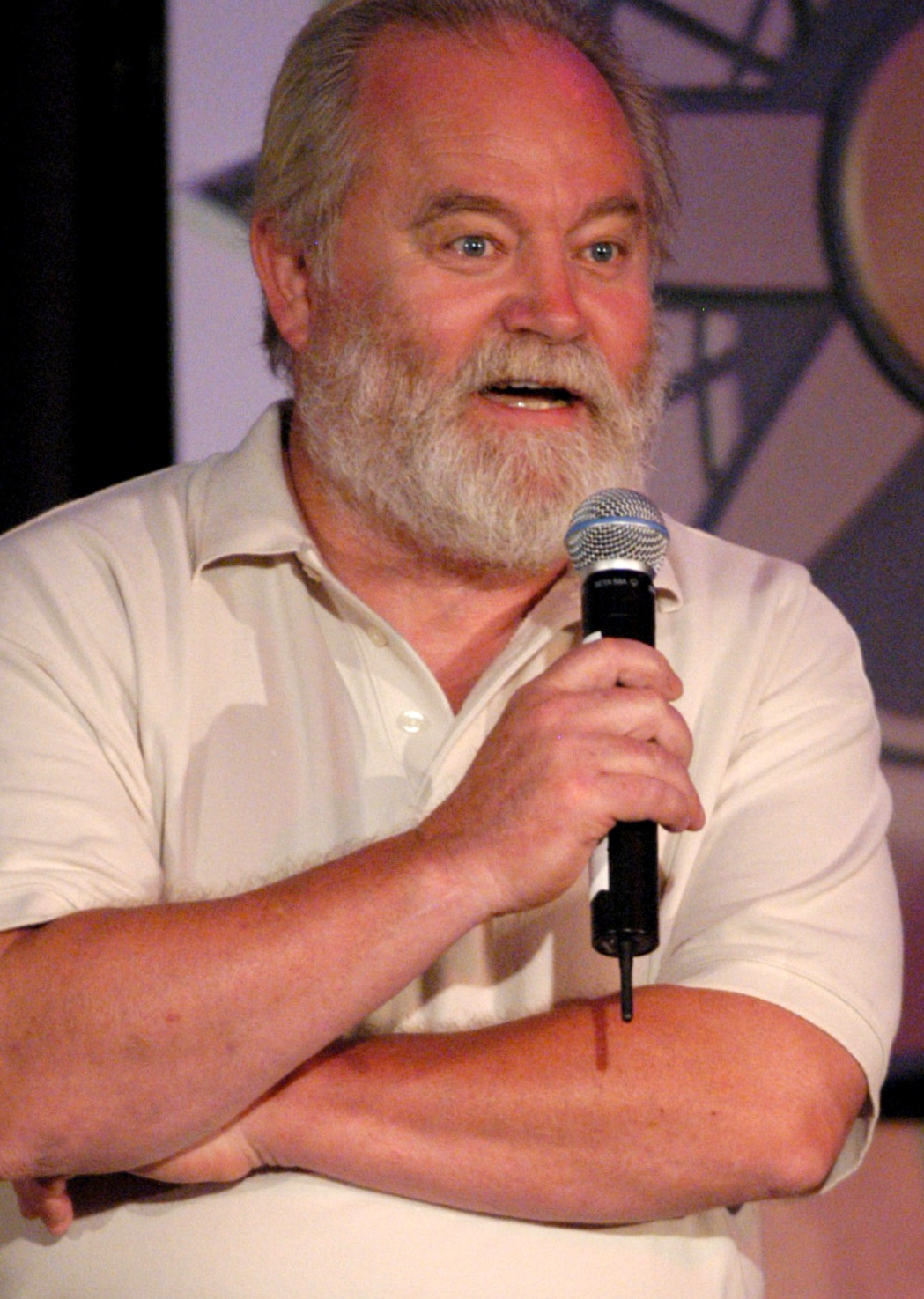
Alan Scarfe (2005)

Alan John Scarfe (* 8. Juni 1946 in London, England; † 28. April 2024 in Longueuil, Kanada) war ein kanadischer Schauspieler und Seriendarsteller. Aus seiner Ehe mit Sara Botsford ging der Schauspieler Jonathan Scarfe hervor. Er war ab 1979 bis zu ihrem Tod mit der Schauspielerin Barbara March verheiratet, mit der er eine Tochter hat.

## Leben und Karriere
Seine Karriere als Schauspieler im Filmgeschäft begann Alan Scarfe 1963 mit einer Rolle in dem Film The Bitter Ash. Ab den 1980er Jahren war er regelmäßig in den verschiedensten Fernseh- wie Kinoproduktionen zu sehen. In den 1990er Jahren und bis heute trat er vor allem durch Gastauftritte in den verschiedensten Fernsehserien in Erscheinung. So übernahm er eine Rolle in zwei Folgen von Raumschiff Enterprise: Das nächste Jahrhundert, war in zwei Episoden von New York Cops – NYPD Blue zu sehen und spielte in Andromeda mit.
1995 übernahm er eine Hauptrolle in der Fernsehserie Geheimnisvolle Insel, die jedoch nach einer Staffel mit insgesamt 22 Episoden abgesetzt wurde. Eine zweite feste Rolle bekam er 1998 für die Serie Seven Days – Das Tor zur Zeit, in der er bis zu deren Ende im Jahre 2001 die Rolle des Dr. Bradley Talmadge übernahm.
Im Jahre 1985 wurde Scarfe für sein Mitwirken an dem Film The Bay Boy mit einem Genie Award ausgezeichnet.

## Filmografie (Auswahl)

### Filme
- 1977: Cathys Fluch (Cathy's Curse)
- 1988: Der stählerne Adler II (Iron Eagle II)
- 1991: Geballte Ladung – Double Impact (Double Impact)
- 1992: Brennpunkt L.A. – Die Profis sind zurück (Lethal Weapon 3)
- 1994: Rauchende Colts: Er ist das Gesetz (Gunsmoke: One Man’s Justice)
- 1997: The Wrong Guy
- 1998: Sanctuary
- 2004: Earthsea – Die Saga von Erdsee (Earthsea)
- 2007: Babylon 5 – Vergessene Legenden (Babylon 5: The Lost Tales)

### Serien
- 1987: Nachtstreife (Night Heat, 1 Folge)
- 1987–1989: NAM – Dienst in Vietnam (Tour of Duty)
- 1990: Columbo: Wer zuletzt lacht … (Columbo Cries Wolf)
- 1990: MacGyver
- 1990: D.E.A. – Krieg den Drogen
- 1991–1993: Raumschiff Enterprise – Das nächste Jahrhundert (Star Trek: The Next Generation)
- 1995: Star Trek: Raumschiff Voyager (Star Trek: Voyager)
- 1995: Geheimnisvolle Insel (Mysterious Island)
- 1997–1998: Outer Limits – Die unbekannte Dimension (The Outer Limits, zwei Folgen)
- 1998–2001: Seven Days – Das Tor zur Zeit (Seven Days, 66 Folgen)
- 2004: Stargate Atlantis (eine Folge)
- 2004–2005: Andromeda (drei Folgen)

## Einzelnachweis
1. ↑  Alan Scarfe, ‘Double Impact’ and ‘Seven Days’ Actor, Dies at 77. In: hollywoodreporter.com. 7. Juni 2024, abgerufen am 7. Juni 2024.

| Personendaten    | Personendaten                          |
| ---------------- | -------------------------------------- |
| NAME             | Scarfe, Alan                           |
| ALTERNATIVNAMEN  | Scarfe, Alan John (vollständiger Name) |
| KURZBESCHREIBUNG | kanadischer Schauspieler               |
| GEBURTSDATUM     | 8. Juni 1946                           |
| GEBURTSORT       | London, Großbritannien                 |
| STERBEDATUM      | 28. April 2024                         |
| STERBEORT        | Longueuil, Kanada                      |